# Keigo Higashi
Keigo Higashi (Fukuoka, 20 juli 1990) is een Japans voetballer.

## Clubcarrière
Higashi speelde tussen 2009 en 2010 voor Oita Trinita. Hij tekende in 2011 bij Omiya Ardija.